# HD 69830 d
HD 69830 d es un planeta extrasolar órbitando a la estrella enana naranja HD 69830 cada 197 días. Es el planeta más alejado en su sistema planetario y, posiblemente, se encuentra dentro de su zona habitable.

## Órbita y masa
La órbita del planeta tiene una baja excentricidad, como la mayoría de los planetas de nuestro sistema solar. El semieje mayor de la órbita es de solamente 0,63 UA, similar a la de Venus. Sin embargo HD 69830 es una estrella menos masiva y enérgica que el Sol poniendo así al planeta dentro de su zona habitable.

## Características
Teniendo en cuenta el planeta tiene una masa de tipo de Neptuno, es probable que HD 69830 d sea un gigante gaseoso sin una superficie sólida. Puesto que el planeta sólo ha sido detectado indirectamente, a través de los efectos gravitatorios sobre su estrella, características tales como su radio y su composición se desconocen.